# Megastachya madagascariensis
Megastachya madagascariensis là một loài thực vật có hoa trong họ Hòa thảo. Loài này được (Lam.) Chase mô tả khoa học đầu tiên năm 1962.